# Comuna Sâncrăieni, Harghita
Sâncrăieni (în maghiară: Csíkszentkirály) este o comună în județul Harghita, Transilvania, România, formată numai din satul de reședință cu același nume.

## Demografie
Componența etnică a comunei Sâncrăieni
     Maghiari (89,86%)
     Romi (1,45%)
     Români (1,05%)
     Alte etnii (0%)
     Necunoscută (7,63%)
Componența confesională a comunei Sâncrăieni
     Romano-catolici (87,92%)
     Reformați (1,41%)
     Alte religii (2,34%)
     Necunoscută (8,32%)
Conform recensământului efectuat în 2021, populația comunei Sâncrăieni se ridică la 2.476 de locuitori, în scădere față de recensământul anterior din 2011, când fuseseră înregistrați 2.526 de locuitori. Majoritatea locuitorilor sunt maghiari (89,86%), cu minorități de romi (1,45%) și români (1,05%), iar pentru 7,63% nu se cunoaște apartenența etnică. Din punct de vedere confesional, majoritatea locuitorilor sunt romano-catolici (87,92%), cu o minoritate de reformați (1,41%), iar pentru 8,32% nu se cunoaște apartenența confesională.

## Politică și administrație
Comuna Sâncrăieni este administrată de un primar și un consiliu local compus din 11 consilieri. Primarul, Ernő Székely[*], de la Uniunea Democrată Maghiară din România, este în funcție din 2004. Începând cu alegerile locale din 2024, consiliul local are următoarea componență pe partide politice:
|  | Partid                                 | Consilieri | Componența Consiliului | Componența Consiliului | Componența Consiliului | Componența Consiliului | Componența Consiliului | Componența Consiliului | Componența Consiliului | Componența Consiliului | Componența Consiliului | Componența Consiliului | Componența Consiliului |
|  | -------------------------------------- | ---------- | ---------------------- | ---------------------- | ---------------------- | ---------------------- | ---------------------- | ---------------------- | ---------------------- | ---------------------- | ---------------------- | ---------------------- | ---------------------- |
|  | Uniunea Democrată Maghiară din România | 11         |                        |                        |                        |                        |                        |                        |                        |                        |                        |                        |                        |

## Personalități născute aici
- Elöd Antal (n. 1955), sportiv la hochei pe gheață.